# Tibetaanse astronomie
De Tibetaanse astronomie is een deelvak van de Tibetaanse astrowetenschap.

Het houdt zich bezig met het onderzoek van de beweging van de sterren, vergelijkbaar maar veel beperkter en primitiever dan de moderne astronomie. De basis van de Tibetaanse astronomie betreft naast observatie ook het boeddhistische geschrift Kalachakratantra uit de tweede helft van de 11e eeuw, waardoor delen ervan als pseudowetenschappelijk kunnen worden beschouwd.
De Tibetaanse astronomie dient als bron voor berekeningen van de Tibetaanse kalender, maar ook van de astrologie die een belangrijke plaats had in de Tibetaanse samenleving. Deze wordt onderscheiden in witte en zwarte berekeningen waarbij de kleur staat voor de kleur van de klederdracht van het land waarvan de oorspronkelijke berekeningen vandaan zijn gekomen. Hierbij staat wit voor Indiaas en heeft het betrekking op de Tibetaanse astrologie (dkar rtsis) en zwart staat voor Chinees en verwijst naar de Sino-Tibetaanse divinatieberekeningen (nag rtsis). Beide maken eveneens deel uit van de Tibetaanse astrowetenschap.